# Середньочеський кубок з футболу 1925
Середньочеський кубок 1925 (чеськ. Stredoceský Pohár 1925) — восьмий розіграш футбольного кубку Середньої Чехії. Переможцем змагань вшосте загалом і втретє поспіль став клуб «Спарта» (Прага).

## Результати матчів
1/4 фіналу
- «Славія» (Прага) — «Рапід Виногради» — 8:0

1/2 фіналу
- 4.10.1925. «Славія» (Прага) — «Спарта» (Прага) — 2:4 (Пуч-2 — Полачек-2, Шаффер, Пернер)
  - Славія: Слоуп-Штаплік, Куммерманн, Сейферт, Кухарж, Плетиха, Гліняк, Слоуп-Штапл, Шолтис, Чапек, Пуч, Кратохвіл
  - Спарта: Гохманн, Гоєр, Пернер, Коленатий, Пешек-Кадя, Червений, Горейс, Полачек, Шаффер, Дворжачек, Шимонек
- «Краловські Виногради» (Прага)

## Фінал
| 25.10.1925 |

| «Спарта» (Прага)                                                   | 7 — 0 | ЧАФК «Краловські Виногради» |
| ------------------------------------------------------------------ | ----- | --------------------------- |
| 8' 29' Полачек 32' 79' 8?' Дворжачек 59' Горейс 67' (пен.) Стейнер | звіт  |                             |

| Прага Глядачів: 10 000 |

«Спарта»: Франтішек Гохманн — Карел Стейнер, Антонін Пернер — Фердинанд Гайний, Карел Пешек-Кадя, Ярослав Червений — Йозеф Горейс, Ярослав Полачек, Альфред Шаффер, Ян Дворжачек, Отто Шимонек
«ЧАФК»: Йозеф Пржихода — Вацлав Пехар, Милослав Губка — Антонін Носек, Ярослав Кашпар І, Карел Чипера — Антонін Швейнога, Милослав Кашпар ІІ, Вацлав Пілат, Шпічак, Ружичка